# Risgnacco
Risgnacco, Risgnago, scoglio Risgnach o Grisgnak (in croato Rižnjak) è un isolotto disabitato della Croazia situato a est dell'isola di Melada.
Amministrativamente appartiene alla città di Zara, nella regione zaratina.

## Geografia
Risgnacco si trova a 1,375 km dalla costa orientale dell'isola di Melada, a nord della punta Solinska rt e a ovest di valle Morella (uvala Vranač). Nel punto più ravvicinato, punta Darchio (Artić) nel comune di Brevilacqua, dista dalla terraferma 22,2 km.
Risgnacco è uno scoglio di forma tondeggiante, con coste leggermente schiacciate a est e a sud, che misura 110 m di diametro, ha una superficie di 9325 m² e uno sviluppo costiero di 0,351 km. Al centro, raggiunge un'elevazione massima di 8 m s.l.m..

### Isole adiacenti
- Pietroso (Lušnjak-Kamenjak), scoglio ovale situato 1,245 m a sud di Risgnacco.
- Scoglio Sasizza[14] o Siccizza[5] (hrid Sičica)[8], piccolo scoglio di forma ovale situato 360 m a nord di Solinski rt su Melada e 990 m a sud-sudest di Risgnacco. Ha un'area di 631 m²[6]. (44°15′08.5″N 14°49′48.5″E)
- Kribgnak[5] (hrid Krivnjak)[8], altro piccolo e basso scoglio situato 125 m a est di Melada e 1,21 m a sudest di Risgnacco. Ha un'area di 1669 m²[6] e un'elevazione massima di 1 m s.l.m.[8]. (44°15′14″N 14°49′16.7″E)
- Uno scoglio senza nome forma l'ingresso dell'insenatura di Solinska uvala[8], 1,39 km a sud-sudest di Risgnacco. Di forma ovale, in alcune mappe[8] appare connesso alla punta Solinski rt a causa del basso fondale, anche se in realtà ne è separato e ha una superficie di 2662 m²[6]. (44°14′56″N 14°49′41″E)

### Cartografia
- (HR) Mappa topografica della Croazia 1:25000, su preglednik.arkod.hr.
- Carta di cabottaggio del mare Adriatico, foglio V, Milano, Istituto geografico militare, 1822-1824. URL consultato il 13 aprile 2017 (archiviato dall'url originale il 23 agosto 2021).
- G. Giani, Carta prospettiva delle Comuni censuarie della Dalmazia, foglio 2, 1839. Fondo Miscellanea cartografica catastale, Archivio di Stato di Trieste.